# Караковский, Владимир Абрамович
Владимир Абрамович Карако́вский (14 февраля 1932, Свердловск, СССР — 3 марта 2015, Москва, Россия) — советский, российский педагог. Народный учитель СССР (1991).

## Биография
Родился 14 февраля 1932 года в Свердловске (ныне Екатеринбург).
Родители — педагоги Абрам Залманович (Зиновьевич) Караковский (1893, Себеж — 1938, Челябинск) и Роза Петровна Караковская. Отец, первый директор челябинской школы № 37 был репрессирован и расстрелян в 1938 году (реабилитирован в 1958).
В 1953 году окончил Челябинский педагогический институт, где его преподавателем был В. Е. Гусев.
Начинал работать учителем литературы и русского языка средней школы № 48. С 1962 года работал в Челябинской школе № 1. В 1963 году был назначен на должность директора школы № 1 им. Ф. Энгельса.
С 1977 года — директор средней школы № 825 в Москве.
В 1988—1991 годах — председатель Всероссийского совета по народному образованию. В конце декабря 1988 года избран на Всесоюзном съезде учителей во Всесоюзный совет по народному образованию при Госкомитете СССР по народному образованию, позже стал председателем данного совета.
Один из авторов педагогики сотрудничества.
В 1989 году защитил докторскую диссертацию на степень доктора педагогических наук на тему: «Воспитательная система школы как объект педагогического управления».
В 2011 году ушёл с поста директора и работал в школе № 825 на должности заместителя директора по науке.
Скончался 3 марта 2015 года в результате болезни. Похоронен на Ново-Люберецком кладбище в городе Люберцы Московской области.

## Награды и звания
- Заслуженный учитель школы РСФСР (1971)
- Народный учитель СССР (1991) — за особые заслуги в обучении и воспитании учащихся, плодотворную педагогическую деятельность[8].
- Премия Ленинского комсомола (1986) — за большие заслуги в педагогической деятельности, значительные дочтижения по развитию инициативы, самодеятельности, творчества пионеров и комсомольцев
- Премия Президента Российской Федерации в области образования (1996) — за разработку учебно-методического пособия «Воспитание? Воспитание… Воспитание!» для общеобразовательных учреждений[9]
- Орден «За заслуги перед Отечеством» IV степени (2003) — за большой личный вклад в развитие образования и многолетнюю добросовестную работу[10]
- Медаль «В память 850-летия Москвы» (1997)[11]
- Знак отличия «За безупречную службу городу Москве» XXX лет (2011) — за многолетнюю плодотворную деятельность на благо города Москвы и его жителей[12]
- Доктор педагогических наук (1989)
- Член-корреспондент РАО (1990), состоял в Отделении общего среднего образования[13].
- Почётный доктор Челябинского педагогического института (2006)[14].

## Воспитательная система В. А. Караковского
В 1963 в челябинской школе № 1 стал применять методику коллективного творческого воспитания (коммунарскую методику). Продолжил её разработку в Москве.
Этапы становления системы
1. (1977—1981) — проведена диагностика педагогического и ученического коллективов, их деятельности, взаимоотношений школы с социумом.
2. (1981—1986) — происходит стабилизация системы, чётко оформляются её структурные компоненты, были созданы органы самоуправления.
3. (1986—1988) — развитие воспитательной системы. Решения противоречий между учебной и внеучебной деятельностью посредством изменения ведущих видов деятельности.
4. (с 1991 года) — отработка дальнейших перспективных направлений развития воспитательной системы[15].

## Труды
- Караковский В. А. Азбука нравственности. Методические рекомендации. 3 класс // Сельская школа. — 2004. — № 2. — С. 58.
- Караковский В. А. Без звонка на перемену. — Челябинск, 1977.
- Караковский В. А. Воспитательная система школы: Педагогические идеи и опыт формирования. — М., 1991.
- Караковский В. А. Воспитательная система обычной школы // Народное образование. — 2001. — № 1. — С. 77.
- Караковский В. А. Воспитай гражданина. — М., 1987.
- Караковский В. А. Директор — учитель — ученик. — М., 1982.
- Караковский В. А. «Поурочное тематическое планирование курса „Обществознание“: [11-й класс]» // Школьное планирование. — 2003. — № 1. — С. 81.
- Караковский В. А. Школьное воспитание как управляемая система // Мир образования. — 1997. — № 1. — С. 79.
- Караковский В. А. Общечеловеческие ценности — основа целостного учебно-воспитательного процесса // Воспитание школьников. — 1993. — № 3. — С. 2.
- Караковский В. А. Пути формирования школьного ученического коллектива. — М., 1978.
- Караковский В. А. Стать человеком. — М., 1992.
- Караковский В. А. Чтобы воспитание было успешным. — М., 1979.
- Караковский В. А. Новая социальная ситуация и актуальные проблемы воспитания молодёжи // Коммунарская конференция в Архангельске, сентябрь 2001.
- Караковский В. А. Школа будущего — это школа воспитания // Школа: день за днём. Педагогический альманах.
- Караковский В. А. Тревоги российского образования  // Скепсис. — 2005. — № 3/4.
- Караковский В. А. Воспитание эффективно, если оно системно // Воспитательная система. — 2005.
- Караковский В. А., Матусевич В. Л. Программы для составления школьного расписания: возможности и опыт применения. — 2005.
- Караковский В. А. Трудные задачи средней школы // Наука и жизнь. — 1998. — № 7.
- Караковский В. А. Классным руководителям посвящается // Воспитательная работа в школе. — 2006. — № 1.

## Память
В годовщину смерти педагога, в марте 2016 года, о нём был снят документальный фильм с воспоминаниями выпускников и коллег
1 апреля 2021 года московской школе № 825 присвоено имя её бывшего директора Караковского В. А.